# Malik Williams
Malik Williams (Fort Wayne, Indiana, 26 de agosto de 1998) es un baloncestista estadounidense que pertenece a la plantilla de los Sioux Falls Skyforce de la G League. Con 2,11 metros de estatura, juega en la posición de ala-pívot.

## Trayectoria deportiva

### Universidad
Jugó cinco temporadas con los Louisville de la Universidad de Louisville, en las que promedió 7,2 puntos y 5,5 rebotes por partido. En su temporada sénior solo pudo disputar tres partidos, debido a una lesión en un pie, pero regresó a Louisville para su quinta temporada de elegibilidad, otorgada debido a la pandemia de COVID-19.

#### Estadísticas
| Año     | Equipo     | PJ | PT | MPP  | %TC  | %3P  | %TL  | RPP | APP | ROB | TPP | PPP |
| ------- | ---------- | -- | -- | ---- | ---- | ---- | ---- | --- | --- | --- | --- | --- |
| 2017–18 | Louisville | 32 | 12 | 10.6 | .418 | .323 | .688 | 2.4 | .2  | .4  | .4  | 3.8 |
| 2018–19 | Louisville | 34 | 20 | 18.2 | .420 | .318 | .701 | 6.1 | .3  | .3  | 1.2 | 7.7 |
| 2019–20 | Louisville | 26 | 3  | 18.7 | .497 | .290 | .648 | 6.1 | .3  | .5  | .6  | 8.5 |
| 2020–21 | Louisville | 3  | 2  | 20.7 | .300 | .286 | .250 | 6.0 | 1.0 | .7  | .0  | 5.0 |
| total   | total      | 95 | 37 | 15.8 | .439 | .314 | .667 | 4.9 | .3  | .4  | .7  | 6.5 |

### Profesional
Tras no ser elegido en el Draft de la NBA de 2022, no fue hasta el 1 de enero de 2023 cuando firmó su primer contrato profesional, con el Anwil Włocławek de la liga polaca. Acabó la temporada promediando 8,1 puntos y 5,0 rebotes por partido, ayudando en la consecución de la Copa Europea de la FIBA 2022-23.
El 30 de octubre se unió a los Sioux Falls Skyforce de la G League, pero fue despedido el 8 de noviembre. Cinco días después, se reincorporó a los Skyforce. Jugó 33 partidos y promedió 11,1 puntos, 9,3 rebotes y 1,4 asistencias en 23,2 minutos.
El 3 de abril de 2024 firmó un contrato de 10 días con los Toronto Raptors de la NBA, y el 13 del mismo mes firmó por el resto de la temporada.
El 11 de septiembre de 2024 firma con Miami Heat, pero es cortado al día siguiente. El 28 de octubre se unió su filial, los Sioux Falls Skyforce.

## Estadísticas de su carrera en la NBA

### Temporada regular
| Año     | Equipo  | PJ | PT | MPP  | %TC  | %3P  | %TL  | RPP | APP | ROB | TPP | PPP |
| ------- | ------- | -- | -- | ---- | ---- | ---- | ---- | --- | --- | --- | --- | --- |
| 2023-24 | Toronto | 7  | 2  | 15.3 | .265 | .200 | —    | 5.4 | .3  | .4  | .6  | 2.7 |
| Total   | Total   | 7  | 2  | 15.3 | .265 | .200 | .000 | 5.4 | .3  | .4  | .6  | 2.7 |